# Schillstraße 20 (Stralsund)

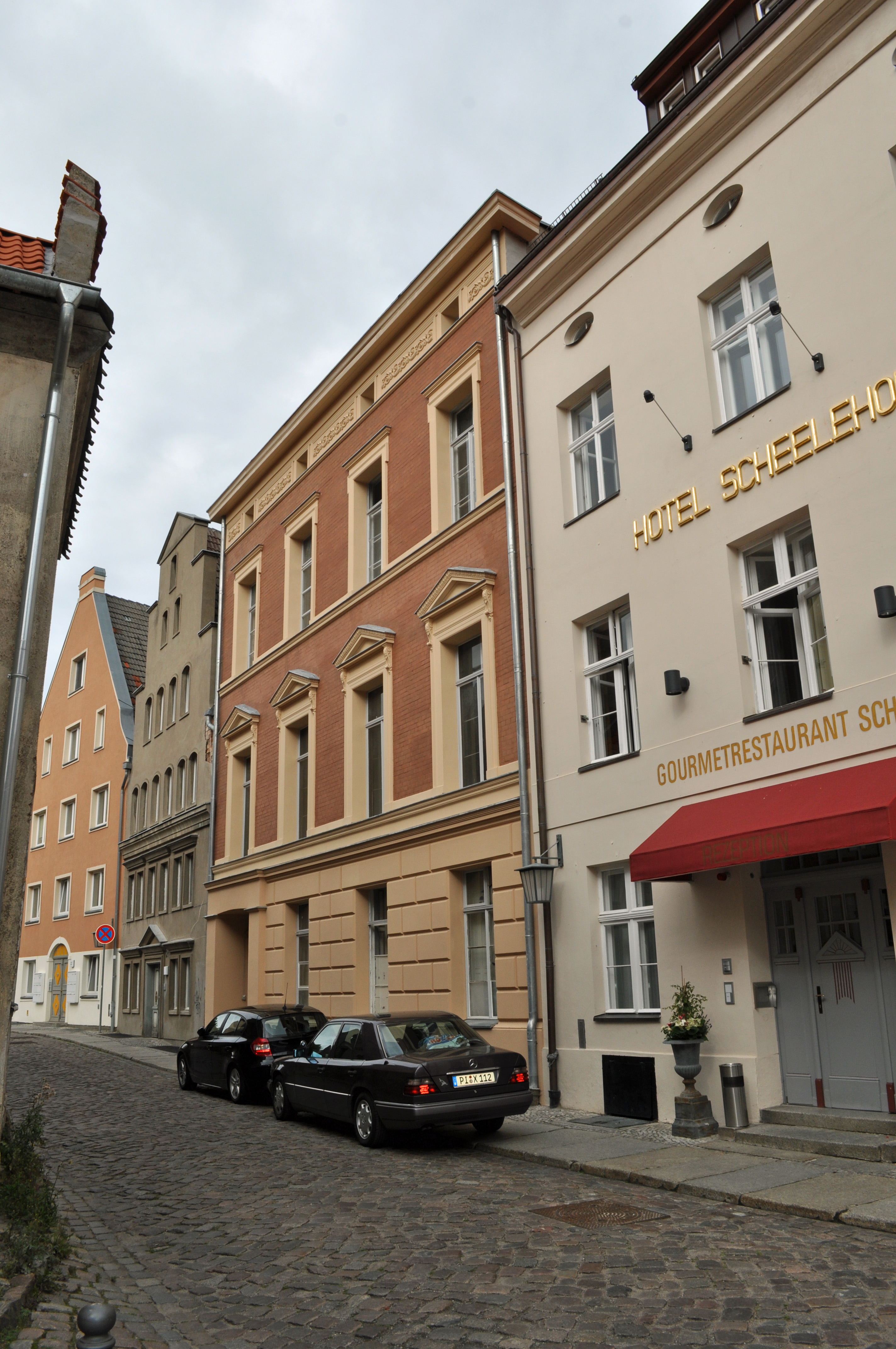
Das Haus Schillstraße 20 in Stralsund (2012)

Das Gebäude mit der postalischen Adresse Schillstraße 20 ist ein denkmalgeschütztes Bauwerk in der Schillstraße in Stralsund, an der Einmündung zur Fährstraße.
Das dreigeschossige und vierachsige Gebäude wurde um die Mitte des 19. Jahrhunderts errichtet.
Die Fassade ist im Erdgeschoss rustiziert verputzt und in den Obergeschossen ziegelsichtig gestaltet. Die Gliederung ist spätklassizistisch. Gurtgesimse trennen die Geschosse optisch voneinander. Die Fenster im ersten Obergeschoss sind mit Fensterverdachungen versehen.
Ein von vier kleineren Fenstern durchbrochenes Ornamentband mit Stuck und das auf diesem Band auf Konsolen ruhende Traufgesims bilden den Abschluss des Hauses.
Die von Pilastern eingefasste zweiflügelige Haustür stammt aus der Erbauungszeit.
Das Haus liegt im Kerngebiet des von der UNESCO als Weltkulturerbe anerkannten Stadtgebietes des Kulturgutes „Historische Altstädte Stralsund und Wismar“. In die Liste der Baudenkmale in Stralsund ist es mit der Nummer 682 eingetragen.